# Passage Cottin
Pour les articles homonymes, voir Cottin.
Le passage Cottin est une voie de la butte Montmartre dans le 18e arrondissement de Paris (France). 

## Situation et accès
Elle commence au 17, rue Ramey et finit au 18, rue du Chevalier-de-La-Barre. 
D'une longueur de 130 mètres, la première partie est plane tandis que la seconde est constituée d'un long escalier très escarpé, étroit de 2,2 mètres.

## Origine du nom
Le passage porte le nom de celui qui fut le propriétaire des terrains adjacents,.

## Historique
Cette voie privée est devenue une voie publique classée dans la voirie de Paris par un arrêté préfectoral du 10 décembre 1985.

## Bâtiments remarquables et lieux de mémoire
- Cette voie est comprise, en partie, dans le site du Vieux Montmartre.

### Dans la culture
Maurice Utrillo a peint en 1912 Le Passage Cottin, une huile sur carton de 62 × 46 cm, visible au musée national d'Art moderne du Centre Pompidou, en prenant le passage Cottin comme modèle,.
L'acteur Fabrice Luchini a évoqué le magasin de fruits et légumes que ses parents tenaient à l'angle du passage Cottin et de la rue Ramey,.

### Animations
- Depuis 1997, un banquet y réunit environ deux fois par an une centaine de personnes, en majorité du quartier[8].
- En 2005, une photographie de la rue prise en 1905 y a été reconstituée avec une quarantaine de personnes[9].